# Tätowiermittel-Verordnung
Die Verordnung über Mittel zum Tätowieren einschließlich bestimmter vergleichbarer Stoffe und Zubereitungen aus Stoffen (TätoV) enthält eine Liste der Farbstoffe, die in Deutschland beim Tätowieren nicht verwendet werden dürfen. Aufgelistet werden insbesondere Azofarbstoffe, die auch oft in Lacken für den Kraftfahrzeugbau Verwendung finden.
Am 27. November 2008 wurde die neue deutsche Tätowiermittel-Verordnung vom 13. November 2008 im Bundesgesetzblatt veröffentlicht; die Verordnung trat am 1. Mai 2009 in Kraft. Vorangegangen waren 2003 und 2008 die Resolutionen ResAP(2003)2 und  ResAP(2008)1 des Europarats.

## Kritik
Trotz der Verordnung gibt es noch Problematiken mit in Tattoo-Studios verwendeten Tätowierfarben. Das Bayerische Landesamt für Gesundheit und Lebensmittelsicherheit (LGL), Oberschleißheim, untersuchte und beanstandete verschiedene Tätowierfarben aus China, Japan, Frankreich und den Vereinigten Staaten. Aufgrund von Analysen des Hessischen Landeslabors in Wiesbaden kam es zu Rückrufen. Die Stiftung Warentest testete in Deutschland hergestellte Farben und monierte unter anderem die Nichtdeklaration auf der Verpackung der Konservierungsmittel Benzisothiazolinon und Methylisothiazolinon, die Allergien auslösen können; auch das in manchen Farben enthaltene Nickel könne Allergien auslösen; zweimal wurden Verunreinigungen mit krebserregenden Kohlenwasserstoffen gefunden. Rudolf Köberle, Verbraucherschutzminister in Baden-Württemberg, sagte 2013, dass die Verordnung dringend verbessert werden müsse.